# Sarmientosaurus
Sarmientosaurus (il cui nome significa "lucertola di Sarmiento") è un genere estinto di dinosauro sauropode titanosauride vissuto nel Cretaceo superiore, circa 95 milioni di anni fa, in Sud America, specificatamente in Argentina. L'unica specie ascritta a questo genere è S. musacchioi.

## Descrizione

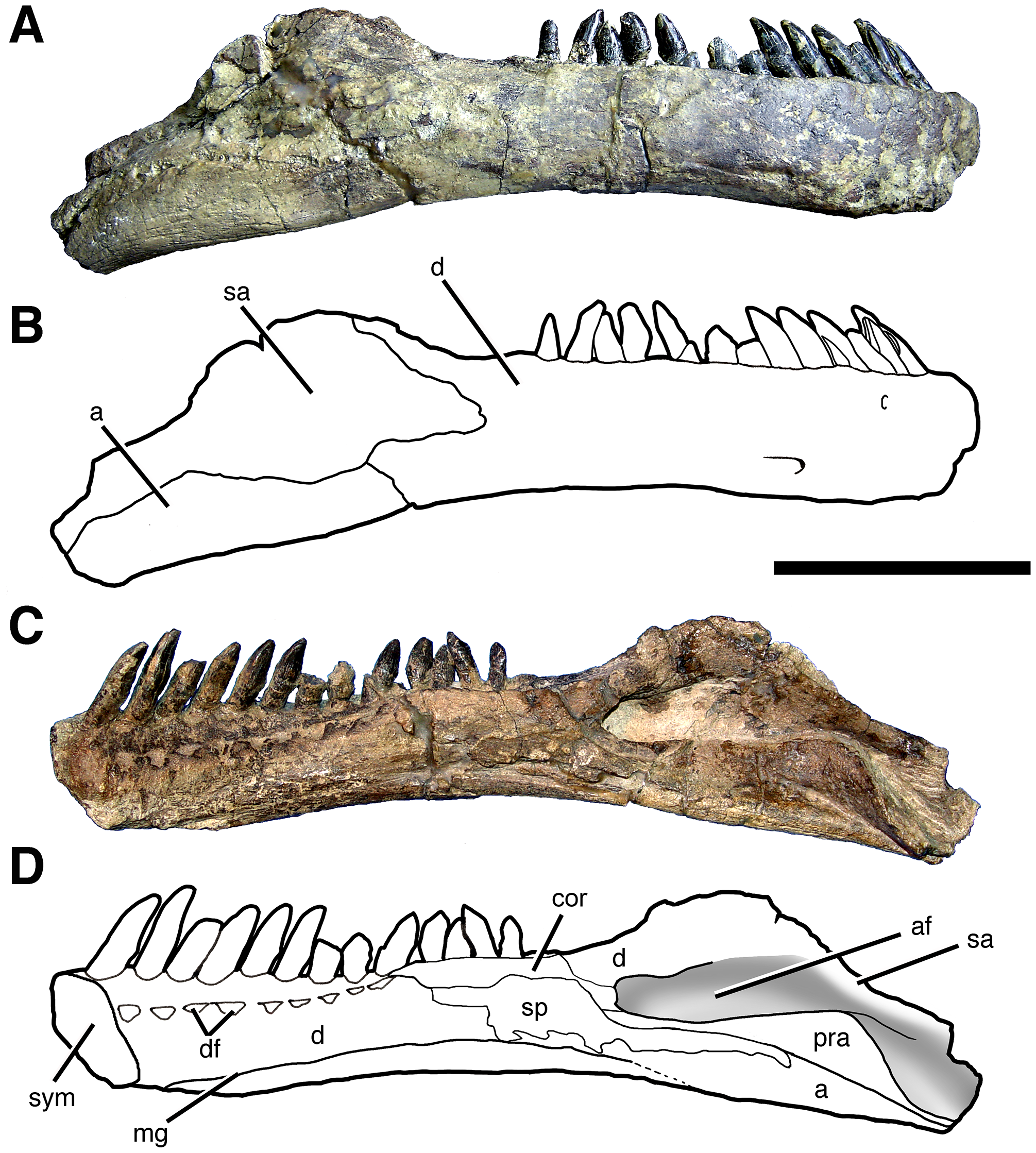
Ramo sinistro della mandibola di S. musacchioi

Il Sarmientosaurus era anatomicamente identico a tutti gli altri sauropodi titanosauri della sua epoca, provvisti di un voluminoso corpo, probabilmente protetto dorsalmente da osteodermi, sorretto da robuste zampe, e provvisto di un lungo collo e di un altrettanto lunga coda. La lunghezza complessiva dell'animale è stata stimata sui 12 metri, per un peso di circa 10 tonnellate, relativamente piccolo rispetto ai giganti del suo gruppo.
Il cranio aveva cavità oculari, il che fa pensare che l'animale avesse un efficiente campo visivo, nettamente superiore a quello degli altri titanosauri. Sulla base dei segni dei legamenti tra orecchio e collo, si è appreso che il Sarmientosaurus molto probabilmente aveva la testa appesa al collo e che tenesse l'orientamento della testa verso il basso, facendolo assomigliare ad "un enorme Ih-Oh". Tale orientamento della testa implica che il Sarmientosaurus, al contrario di altri suoi simili che si nutrivano ad altezze elevate, fosse specializzato nel cibarsi di piante basse e pianeggianti.

## Classificazione
Il Sarmientosaurus fa parte della grande famiglia dei Titanosauria, collocato nel clade Lithostrotia, che comprende tra l'altro gran parte dei più grandi animali che abbiano mai calcato il suolo terrestre. Tuttavia è considerato un membro piuttosto primitivo della famiglia, appena sopra il Malawisaurus nell'albero evolutivo della famiglia.

## Storia della scoperta
Nel 1997, il paleontologo Rubén Martínez DF, coprì presso la Estancia Laguna Palacios della famiglia Goicoechea, nella Provincia di Chubut un teschio di sauropode. In seguito questo teschio fu ritrovato collegato ad una parte anteriore del collo. Una parte del fossile fu prelevato e messo al sicuro e, infine, trasportato da un elicottero dell'esercito argentino.
Nel 2016, la specie tipo, Sarmientosaurus musacchioi, fu descritta e nominata ufficialmente dai paleontologi Rubén Darío Francisco Martínez, Matthew Carl Lamanna, Fernando Novas, Ryan C. Ridgely, Gabriel Andrés Casal, Javier E. Martínez, Javier R. Vita e Lawrence M. Witmer. Il nome generico, Sarmientosaurus si riferisce alla città di Sarmiento, e al suffisso saurus ossia "lucertola". Il nome specifico, musacchioi onora Eduardo Musacchio, un educatore dell'Universidad Nacional de la Patagonia San Juan Bosco. Il Life Science Identifiers sono 537DFE26-54EC-4978-AC86-E83A04FA74DE per il genere e C1090B8D-D051-44F3-B869-8B4A0C802176 per la specie.
L'olotipo, MDT-PV 2, fu ritrovato negli strati superiori della Formazione Bajo Barreal, risalente ad un periodo tra il Cenomaniano e il Turoniano. L'olotipo si compone di un cranio praticamente completo, a cui manca unicamente il ramo mandibolare destro, e le prime sette vertebre del collo. Diverse parti del collo, tra i quali l'intero atlante e la quarta vertebra del collo, erano troppo erose per essere recuperate. Il campione appartiene ad'individuo probabilmente morto per vecchiaia (cosa rara nei sauropodi in cui vengono ritrovati principalmente individui sub-adulti e giovanili). Ciò che rende eccezionale la scoperta è la quasi completezza del cranio dell'animale che getta finalmente luce sulla morfologia del cranio dei titanosauri argentini. Un'altra struttura unica del genere è una struttura allungata sopra il collo, che si è rivelato un tendine ossificato, che probabilmente aiutava l'animale a mantenere il collo eretto o sospeso parallelamente al suolo.